# Limnophora capensis
Limnophora capensis este o specie de muște din genul Limnophora, familia Muscidae, descrisă de Paterson în anul 1955. Conform Catalogue of Life specia Limnophora capensis nu are subspecii cunoscute.